# Benjamin Vulliamy

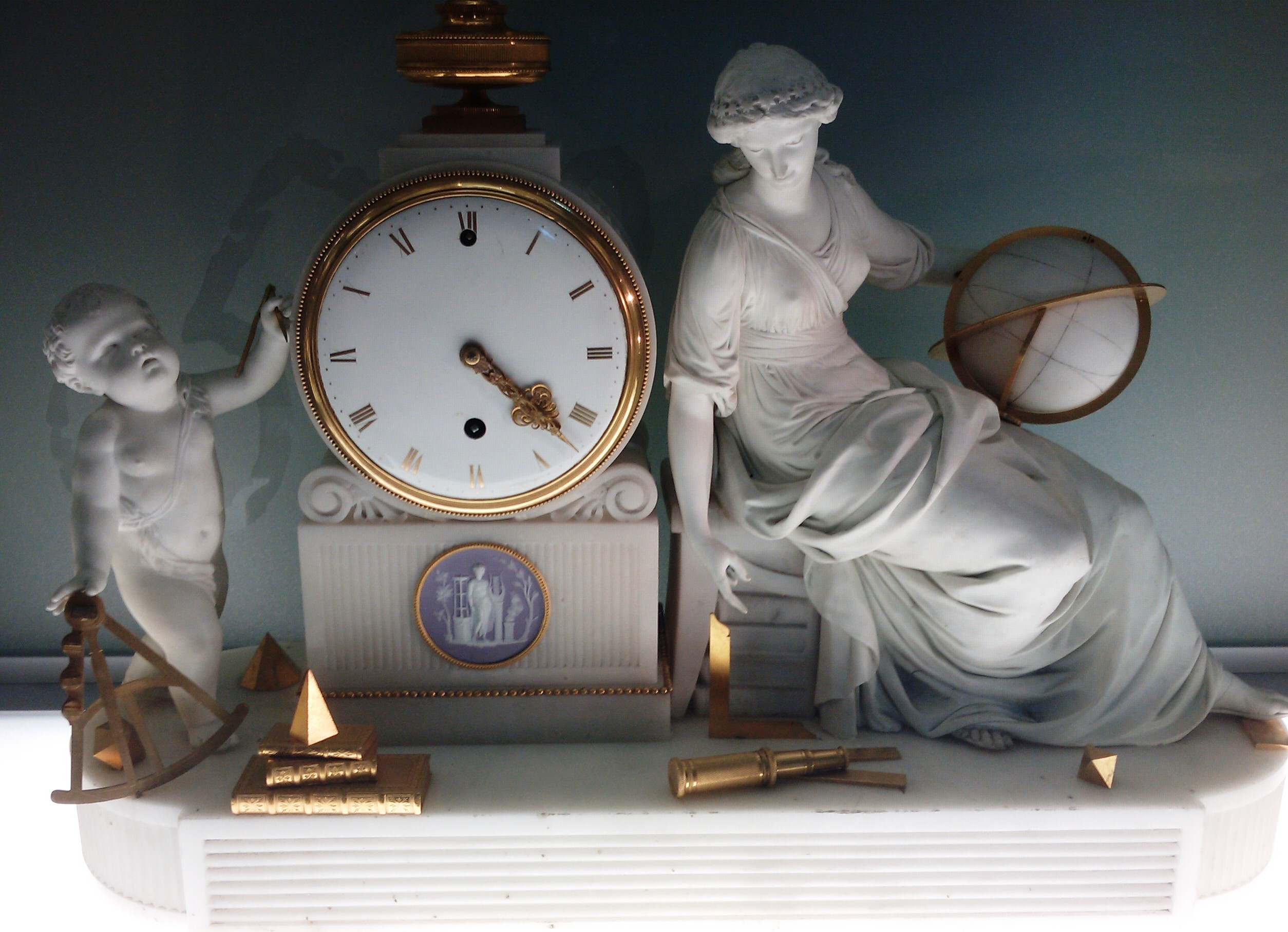
Tischuhr von Benjamin Vulliamy (Derby Museum)

Benjamin Vulliamy (* 27. August 1747 in Fields, Leicestershire; † 25. Dezember 1811 in Westminster) war ein englischer Uhr- und Chronometermacher.
Sein Vater war der Uhrmacher Justin Vulliamy. Ab 1775 übernahm er die Werkstatt seines Vaters in der Londoner Pall Mall und fertigte Präzisionspendeluhren für Observatorien sowie Taschenuhren und Taschenchronometer. Ab 1800 war er Hofuhrmacher von König Georg III., für den er u. a. eine Präzisionspendeluhr fertigte. Sein Sohn Benjamin Louis Vulliamy (1780–1854) übernahm später die Werkstatt.
Eine astronomische Pendeluhr von Vulliamy befand sich bspw. auch ab 1813 in der Herzoglichen Sternwarte in Jena.
Da über drei Generationen die Uhren durchgängig nummeriert wurden und ein Teil der Werkstattbücher beim British Horological Institute erhalten sind, ist bei den Vulliamy-Uhren meist eine genaue Datierung möglich, was interessante Einblicke in die Weiterentwicklung der Uhrentechnik der Zeit erlaubt. Eine Geschichte der Familie ist bei der britischen Antiquarian Horological Society in Buchform veröffentlicht.
Mit seiner Frau Sarah De Gingins (1758–1841) hatte er elf Kinder.